# Цяньцзян (город)
Цяньцзя́н (кит. упр. 潜江, пиньинь Qiánjiāng) — город субокружного уровня в провинции Хубэй Китайской Народной Республики.

## История
Уезд Цяньцзян (潜江县) был образован во времена империи Сун в 965 году.
После образования КНР в 1949 году был создан Специальный район Цзинчжоу (荆州专区), и уезд вошёл в его состав. В 1970 году Специальный район Цзинчжоу был переименован в округ Цзинчжоу (荆州地区).
В 1988 году уезд Цяньцзян был преобразован в городской уезд.
В октябре 1994 году округ Цзинчжоу был преобразован в городской округ; городской уезд Цяньцзян был при этом выведен из его состава и подчинён напрямую властям провинции Хубэй.

## Административное деление
Городской уезд делится на 7 уличных комитета и 10 посёлков.

## Транспорт
Находится на строящейся железнодорожной магистрали Шанхай — Ухань — Чэнду, на участке скоростной железной дороги Ухань — Ичан, которая пущена в эксплуатацию в 2012 году.